# 交易所路 (里昂)
交易所路（法语：Rue de la Bourse）是法国里昂的一条道路，主要位于里昂第一区和里昂第二区。它开始于第二区的科德利埃广场，圣文德堂（Église Saint-Bonaventure）的前面，结束于 Bât-d'Argent路。

## 历史
这条路得名于位于其南段，建于1855-1862年的交易所宫。在17世纪，沿着天主圣三学院的这一段名为亨利路（1526至1528年），得名于圣保禄堂的神父亨利·Guillermet。1528年，这条路的北段开通。在18世纪后期，这条路开设了一家著名的牛排店。

## 建筑
29-31号是巴洛克风格的天主圣三小堂，建于17世纪。 